# Mycosphaerella lythracearum
Mycosphaerella lythracearum är en svampart som beskrevs av F.A. Wolf 1927. Mycosphaerella lythracearum ingår i släktet Mycosphaerella och familjen Mycosphaerellaceae.   Inga underarter finns listade i Catalogue of Life.